# Битка на језеру Маракаибо
Битка на језеру Маракаибо вођена је 24. јула 1823. на венецуеланском језеру Маракаибо између снага адмирала Хосеа Пруденсија Падиље и капетана ројалиста Анхела Лабордеа.
Битку су добиле патриотске снаге и то је била последња битка у Рату за независност Венецуеле.
Неки тврде да је битка код Карабоба била последња битка у венецуеланском рату за независност али већина историчара се слаже да се битка код језера Маракаибо није одиграла или да је решена у корист ројалиста шпанска круна би отворила нови фронт у западној Венецуели одакле би напала патриотске снаге стациониране код Карабоба. Монархија није послала нове регименте у Венецуелу и коначно је прихватила венецуеланску независност као последицу одлучне борбе патриота.
Дан 24. јул је регионални празник у држави Зулија.